# Tibéita
Tibéita est une localité du centre-ouest de la Côte d'Ivoire et appartenant au département de Bouaflé, dans la Région de la Marahoué. La localité de Tibéita est un chef-lieu de commune.
Le chef de village actuel est IRIE BI Youan